# Monica Nilsson
Monica Nilsson, född 1947 i Östersund, är en svensk textilkonstnär. Hennes verk har genom åren köpts in av institutioner som Moderna museet i Stockholm, Nationalmuseum, Jämtlands Läns Museum, Sundsvalls Museum, Göteborgs Konstmuseum, Statens Konstråd, Swegmark collection i Borås samt landsting och kommuner. År 2000 blev hon den första att emotta Nordiska textilpriset.

## Biografi
Monica Nilsson är född och uppvuxen i Östersund, men bor och verkar i Stockholm. Hon hade tidigt ett starkt intresse för teckning, vilket i kombination med att både hennes mor och mormor vävde vägledde henne mot textilkonsten. Efter gymnasiet sökte hon sig till därför till Jämtslöjds kvinnliga slöjdskola, vilket kom att följas av studier vid Textilinstitutet i Borås och sedan, 1970-1974, vid textillinjen på Konstfack i Stockholm. Nilsson mottog Bildkonstnärsnämndens arbetsstipendium åren 1987, 1989, 1992-1993, 1998-1999, 2007-2008 samt 2013-2014, vilket bidrog till hennes möjlighet att arbeta med sin konst.
Efter sin tid på Konstfack blev Nilsson medlem i den nystartade organisationen Textilgruppen, vilken hon var del av till dess avveckling. Hon har sedermera varit knuten till Grafiska sällskapet, en sammanslutning av svenska grafiker och grafikintresserade konstnärer, samt Fiber Art Sweden (FAS), ett nätverk av textilkonstnärer. Hon var själv ordförande för gruppen under delar av 00-talet och har varit del av flera utställningar tillsammans med FAS genom åren, bland annat Mjuk fushion mellan två kontrahenter på Östermalmstorgs tunnelbanestation 2005, Poetry by light på Kulturhuset i Stockholm 2010 och I det andra rummet på Hallwylska museet 2009. Hon var även redaktör för boken om FAS, vilken utkom 2006.
Från 2006 till 2012 var Nilsson anlitad som konstkonsult av Stockholms läns landsting.

## Utställningar (urval)
Monica Nilsson har genom åren ställt ut sina verk på en rad olika utställningar, både vid separat- och samlingsutställningar.

### Separatutställningar
- Handhavet (2019) – Ahlbergshallen, Östersund[8]
- Interferens (2013) – Galleri Lokomotiv,[5] Örnsköldsvik
- Ta hand om (2018) – Galleri Se konst, Falun
- My home town (2015)  – Almgrens Sidenväveri, Stockholm
- Oväntat avbrott (2013) – Galleri S, Östersund
- Rekonstruktion (2012) – Nacka Konsthall, Stockholm
- Hem (2004) – Galleri S, Östersund
- Labyrint (2003) – HV galleri, Stockholm
- Ljuspunkter (2001), Södertälje Konsthall, Södertälje

### Samlingsutställningar
- Berättelser Om/Stories About (2019) – Textilmuseet i Borås[4]
- Side by Side (2019) – ID:I Galleri, Stockholm
- Mönster och färger (2016) – Almgrens Sidenväveri, Stockholm
- Skrida till verket (2015) – Almgrens Sidenväveri, Stockholm
- FAS going north (2014) – Ö-viks Konsthall
- 100 år och hundra konstnärer (2012) – Jamtli, Östersund
- Art in office (2011) – Stockholm
- In Touch – The Royal Art Project, (2011) – Points of departure,  Stockholm
- I en klang av tystnad, (2010) – Ås kyrka i Jämtland
- FASJUNI2010 (2010) – Stora Galleriet Konstnärshuset, Stockholm
- Poetry by light (2010) – FAS på Supermarket, Kulturhuset, Stockholm
- I det andra rummet, (2009) – FAS på Hallwylska Palatset, Stockholm
- Textil.nu (2006) – Mjellby Museum, Halmstad
- Bombastic (2006) – Kafé 44, Kapsylen, Stockholm
- Room for travellers (2006) – Allkonstverk med gruppen Temuda, Fourniérs, Frankrike
- Mjuk fushion mellan två kontrahenter (2005) – Fiber Art Sweden, Östermalmstorgs T-bana, Stockholm
- Min Marilyn (2002) – Liljevalchs, Stockholm
- FAS4 (1999) – med FiberArtSweden, Skulpturens Hus, Stockholm
- Svensk representant på International Triennal of Tapestry (1995) – Lotz, Polen
- Nordisk Textiltriennal (1992-93)

## Priser och utmärkelser (urval)
- 2000 – The Nordic Award in Textiles